# Polypedilum patulum
Polypedilum patulum är en tvåvingeart som beskrevs av Vardal, Bjorlo och Ole Anton Saether 2002. Polypedilum patulum ingår i släktet Polypedilum och familjen fjädermyggor.
Artens utbredningsområde är Gabon. Inga underarter finns listade i Catalogue of Life.